# Cepola australis
Cepola australis es una especie de peces de la familia Cepolidae en el orden de los Perciformes.

## Distribución geográfica
Se encuentra en Australia (en Australia Meridional hasta Queensland).